# Viola Valli
Viola Valli (Varese, 15 maggio 1972) è un'ex nuotatrice italiana.

## Carriera
Ha iniziato la carriera tra le corsie in vasca, specializzandosi subito nelle lunghe distanze dello stile libero, ma non ha avuto risultati di rilievo fino al 1997, quando a venticinque anni viene convocata in squadra per i Giochi del Mediterraneo di Bari dove ha vinto due medaglie di bronzo nei 400 e negli 800 m. L'anno dopo cambia squadra passando alla SNAM e diventando campionessa nazionale nella 4×200 m , nei 400, negli ottocento e nei 5000 m di fondo in vasca, inoltre ha vinto il titolo italiano dei 5 km fondo in acque aperte. In nazionale ha partecipato alla Coppa Latina del 1998 e del 1999. Da tale anno si dedica esclusivamente al fondo, dove ottiene i migliori risultati in carriera.
Agli europei di Istanbul del 1999 è andata per la prima volta sul podio, seconda nei 5 km battuta all'arrivo da Peggy Büchse. L'anno dopo ottiene il suo primo successo nel gran fondo vincendo il titolo italiano della 25 km; agli europei di Helsinki nuota nelle due distanze e nella gara più lunga arriva quarta preceduta da Valeria Casprini. In autunno è stata convocata per i primi mondiali di nuoto di fondo alle Hawaii: nel mare presso Waikiki beach ha vinto quattro medaglie, bronzo nei 5 km e argento nei 25 km individuali preceduta da Edith van Dijk; inoltre l'oro nella classifica a squadre dei 5 km con Luca Baldini e Fabio Venturini, e l'argento in quella dei 25 km con Claudio Gargaro e Fabio Fusi. Sempre ai mondiali del 2000, ad Honolulu, la classifica femminile a punti è stata vinta dalla squadra italiana con 66 punti, davanti alla Germania (60) ed ai Paesi Bassi (58).
Nel 2001 partecipa ai mondiali di Fukuoka, in Giappone, nuotando in due gare e vincendole entrambe: la 5 km davanti a Peggy Büchse e la 25 km precedendo Edith van Dijk di oltre tre minuti. Ai campionati la classifica a punti (unificata per maschi e femmine) è stata: Russia prima con 115 punti, Italia (113) seconda e Germania (86) terza.
Il 2002 ha avuto due eventi di rilievo, prima gli europei di Berlino a fine luglio, in cui Viola è arrivata prima nei 5 km e in cui ha nuotato i 10 km arrivando però undicesima. Ai successivi mondiali di fondo, a Sharm el Sheikh, in Egitto, nella 10 km è stata preceduta all'arrivo da Britta Kamrau di tre centesimi allo sprint: le altre gare hanno fruttato tre ori, la 5 km ancora davanti ad Edith van Dijk, la 5 km a squadre vinta con Luca Baldini e Stefano Rubaudo e la 10 km a squadre con Simone Ercoli e Fabio Venturini. L'Italia ha vinto di nuovo la classifica con 116 punti davanti a Germania (114) e Russia (105).
Infine ai Campionati mondiali di nuoto 2003, a Barcellona, iscritta ai 5 e ai 10 km, ha vinto altri due ori contribuendo con le sue vittorie al risultato della classifica a punti che è stato: Russia (136 punti), Germania (120), Italia (79). Ha concluso la carriera nel gennaio 2005.
Viola Valli ha indossato assieme ad altri grandi del nuoto italiano come Klaus Dibiasi, Domenico Fioravanti e Francesco Postiglione le medaglie dei XIII Campionati del Mondo di Nuoto di Roma alla presentazione ufficiale che si è tenuta il 3 giugno 2009.
È stata allenata da Piero Ragazzi, Marcello Rigamonti e Dario Dragoni

## Palmarès
| Mondiali                    | 5 km individuale   | 10 km individuale   | 25 km individuale   | 5 km a squadre                  | 10 km a squadre                      | 25 km a squadre      |
| 2001 Fukuoka Giappone       | Oro 1h 00'23"      | ---                 | Oro 5h 56'51"       | ---                             | ---                                  | ---                  |
| 2003 Barcellona Spagna      | Oro 57'01"         | Oro 1h 59'49"9      | ---                 | ---                             | ---                                  | ---                  |
| Mondiali in acque libere    | 5 km individuale   | 10 km individuale   | 25 km individuale   | 5 km a squadre                  | 10 km a squadre                      | 25 km a squadre      |
| 2000 Honolulu Stati Uniti   | Bronzo 1h 02'41"2  | ---                 | Argento 5h 30'06"06 | Oro 3h 01'24"74                 | ---                                  | Argento 15h 25'33"68 |
| 2002 Sharm el Sheikh Egitto | Oro 56'52"         | Argento 1h 56'42"28 | ---                 | Oro: 2h 40'32" frazione: 56'52" | Oro: 5h 36'01" frazione: 1h 56'42"28 | ---                  |
| Europei                     | 5 km individuale   | 10 km individuale   | 25 km individuale   | ---                             | ---                                  | ---                  |
| 1999 Istanbul Turchia       | Argento 1h 01'57"8 | ---                 | ---                 | ---                             | ---                                  | ---                  |
| 2000 Helsinki Finlandia     | 13ª 1h 01'00"7     | ---                 | 4ª 5h 24'54"3       | ---                             | ---                                  | ---                  |
| 2002 Berlino Germania       | Oro 1h 00'25"9     | 11ª 2h 06'49"9      | ---                 | ---                             | ---                                  | ---                  |
| Giochi del Mediterraneo     | 400 m st. libero   | 800 m st. libero    | ---                 | ---                             | ---                                  | ---                  |
| 1997 Bari Italia            | Bronzo 4'21"59     | Bronzo 9'00"17      | ---                 | ---                             | ---                                  | ---                  |

### Altri risultati
Coppa latina (vengono elencate solo le gare individuali)
- 1998, Lisbona: 800 m stile libero: bronzo, 8'56"06
- 1999, Guadalupe: 800 m stile libero: bronzo, 9'04"41

### Campionati italiani
11 titoli individuali e 2 in staffetta, così ripartiti:
- 1 nei 400 m stile libero
- 2 negli 800 m stile libero
- 3 nei 5000 m stile libero
- 2 nella staffetta 4×200 m stile libero
- 2 nella 5 km di fondo
- 2 nella 10 km di fondo
- 1 nella 25 km di fondo

edizioni in vasca
nd = non disputata
| Anno | Edizione    | st.libero 400 m | st.libero 800 m | st.libero 1500m | st.libero 5000m | st.libero 4x200m |
| ---- | ----------- | --------------- | --------------- | --------------- | --------------- | ---------------- |
| 1995 | Estivi      | -               | 3               | nd              | nd              | -                |
| 1996 | Estivi      | -               | 3               | nd              | nd              | -                |
| 1997 | Primaverili | 2               | 2               | nd              | -               | -                |
| 1997 | Estivi      | 2               | 3               | nd              | nd              | -                |
| 1998 | Primaverili | 1               | 1               | nd              | 1               | 1                |
| 1998 | Estivi      | 3               | 3               | nd              | nd              | 2                |
| 1999 | Primaverili | -               | 1               | nd              | 2               | 1                |
| 1999 | Estivi      | -               | 2               | nd              | nd              | -                |
| 2000 | Primaverili | -               | -               | -               | 1               | -                |
| 2001 | Primaverili | -               | -               | 3               | 1               | -                |

edizioni in acque libere
questa tabella è incompleta
| Anno | Edizione | fondo 5 km | fondo 10 km | fondo 25 km |
| ---- | -------- | ---------- | ----------- | ----------- |
| 1998 | Fondo    | 1          | nd          | -           |
| 2000 | Fondo    | -          | nd          | 1           |
| 2001 | Fondo    | -          | 1           | -           |
| 2002 | Fondo    | 1          | 1           | -           |

## Riconoscimenti
Membro del The International Marathon Swimming Hall Of Fame (2020)